# ال‌اچ‌اس ۳۸۴۴ بی
اچ‌اس ۳۸۴۴ بی (انگلیسی: LHS 3844 b) یا (Kua'kua)، با نام رسمی کوآ کوآ٬ ٬
سیاره فراخورشیدی است که به دور کوتوله قرمز (LHS 3844)، در فاصلهٔ ۴۸٫۵ سال نوری (۱۴٫۹ پارسک) از زمین در صورت فلکی هندی که با استفاده از ماهواره نقشه‌بردار فراخورشیدی گذران تس (TESS) کشف شد. این سیاره فراخورشیدی هر ۱۱ ساعت یک بار به دور ستاره مادر می‌چرخد و شعاع آن ۱٫۳۲ برابر زمین است. آلبدوی آن کم است که نشان می‌دهد سطح آن ممکن است شبیه ماه یا عطارد باشد. اچ‌اس ۳۸۴۴ بی احتمالاً جو ندارد زیرا تقریباً هیچ گرمایی به سمت شب آن نمی‌رود و دمای آن در روز ۱۰۴۰ کلوین (۷۷۰ درجه سانتیگراد؛ ۱۴۱۰ درجه فارنهایت) است. وجود اتمسفر ابری با ابرهای بالای سطح فشار ۰٫۱ بار را نمی‌توان نادیده گرفت.
توضیحی که برای فرض کمبود وجود جو پیشنهاد شده این است که این سیاره در داخل خط برفی منظومه ستاره‌ای شکل گرفته‌است، زیرا اگر فراتر از خط برف تشکیل می‌شد، مواد فرار را روی سطح و در یک جو ضخیم حمل می‌کرد؛ که طبق مدل‌های مربوط به تلفات جوی باید برای حفظ یک جو تا امروز کافی می‌بود. این سیاره احتمالاً با یک گوشته خروجی از گازهای فرار و فقیری تشکیل شده‌است، در یک رژیم درپوش راکد، زیرا اگر گوشتهٔ آن از نظر ساختار شبیه به زمین بود، با تکتونیک صفحه‌ای، آنگاه باید هنوز اتمسفر غلیظی داشته باشد، مگر اینکه کوتوله قرمز به‌طور مداوم در آن شعله‌ور شود. این یک نرخ بسیار غیرمشخصی خواهد بود که هنوز در مدل‌های تلفات اتمسفری در نظر گرفته نشده‌است. یک توضیح جایگزین برای کمبود جو می‌تواند از طریق یک رویداد ضربه‌ای بزرگ باشد، رویدادی با حرکت کافی برای از بین بردن جو سیاره و بخش بزرگی از گوشته آن. به منظور توضیح عدم تجدید مجدد مواد فرار از طریق دنباله‌دارها به سیاره، همچنین پیشنهاد می‌شود که شاید یک غول گازی بیرونی در منظومه ستاره‌ای وجود داشته باشد.

## نامگذاری
در اوت ۲۰۲۲، این سیاره و ستاره میزبان آن در بین ۲۰ سیستمی قرار گرفتند که توسط سومین پروژه NameExoWorlds نامگذاری شدند. اسامی تأیید شده، پیشنهاد شده توسط تیمی از کاستاریکا، در ژوئن ۲۰۲۳ اعلام شد. LHS 3844 b Kua'kua و ستاره میزبان آن Batsũ̀ نام دارد، برگرفت از واژه‌های Bribri برای «پروانه» و «مرغ مگس خوار».